# Johan Christian Strand
Johan Christian Strand, född 15 mars 1710 , död 1765 i Ripsa församling, Södermanlands län, var en svensk präst.

## Biografi
Johan Christian Strand föddes 1710. Han var son till kyrkoherden Benedictus Olai Strand och Anna i Gryts församling. Strand blev 20 januari 1727 student vid Uppsala universitet och prästvigdes 13 november 1731 i Strängnäs domkyrka. Han blev huspredikant hos grevinnan Beata Margareta Douglas och 2 mars 1733 komminister i Ulrika Eleonora församling, tillträde 1 maj 1734. Strand föreslogs som kyrkoherde i Toresunds församling 1741 men blev istället 19 maj 1744 kyrkoherde i Ripsa församling. Han avled 1765 i Ripsa församling.
Strand var respondent vid prästmötet i Strängnäs 1753.

## Familj
Strand gifte sig 10 juli 1733 i Jakob och Johannes församling med Agneta Scherf (född 1708). Hon var dotter till fältkommissarien Johan Skärf och Helena Svebilius. De fick tillsammans barnen en son (1734–1736), en dotter (1735–1736), Beata Catharina Strand (1737–1738), lantbrukaren Bengt Strand (1738–1790), kyrkoherden Johan Christian Strand (1741–1820) i Bettna församling och Jöran Strand (1743–1744).

### referenser
1. 1 2 3 4 5 6 7 8  Gunnar Hellström, Stockholms stads herdaminne från reformationen intill tillkomsten av Stockholms stift : Biografisk matrikel, 1951, s. 601-602, läs online, läst: 21 juni 2022.[källa från Wikidata]
2. 1 2 3  Hellström, Gunnar (1951). Stockholms stads herdaminne från reformationen intill tillkomsten av Stockholms stift: biografisk matrikel. Monografier / utgivna av Stockholms kommunalförvaltning ; [11]. Stockholm: Stockholms kommunförvaltning. sid. 601-602. Libris 24465. https://runeberg.org/sthlmherd/0602.html